# Bass Drum of Death
 (août 2022).
La mise en forme du texte ne suit pas les recommandations de Wikipédia : il faut le « wikifier ».
Les points d'amélioration suivants sont les cas les plus fréquents :
- Les titres sont pré-formatés par le logiciel. Ils ne sont ni en capitales, ni en gras.
- Le texte ne doit pas être écrit en capitales (les noms de famille non plus), ni en gras, ni en italique, ni en « petit »…
- Le gras n'est utilisé que pour surligner le titre de l'article dans l'introduction, une seule fois.
- L'italique est rarement utilisé : mots en langue étrangère, titres d'œuvres, noms de bateaux, etc.
- Les citations ne sont pas en italique mais en corps de texte normal. Elles sont entourées par des guillemets français : « et ».
- Les listes à puces sont à éviter, des paragraphes rédigés étant largement préférés. Les tableaux sont à réserver à la présentation de données structurées (résultats, etc.).
- Les appels de note de bas de page (petits chiffres en exposant, introduits par l'outil «  Source ») sont à placer entre la fin de phrase et le point final[comme ça].
- Les liens internes (vers d'autres articles de Wikipédia) sont à choisir avec parcimonie. Créez des liens vers des articles approfondissant le sujet. Les termes génériques sans rapport avec le sujet sont à éviter, ainsi que les répétitions de liens vers un même terme.
- Les liens externes sont à placer uniquement dans une section « Liens externes », à la fin de l'article. Ces liens sont à choisir avec parcimonie suivant les règles définies. Si un lien sert de source à l'article, son insertion dans le texte est à faire par les notes de bas de page.
- La présentation des références doit suivre les conventions bibliographiques. Il est recommandé d'utiliser les modèles {{Ouvrage}}, {{Chapitre}}, {{Article}}, {{Lien web}} et/ou {{Bibliographie}}. Le mode d'édition visuel peut mettre en forme automatiquement les références.
- Insérer une infobox (cadre d'informations à droite) n'est pas obligatoire pour parachever la mise en page.

Pour une aide détaillée, merci de consulter Aide:Wikification.
Si vous pensez que ces points ont été résolus, vous pouvez retirer ce bandeau et améliorer la mise en forme d'un autre article.
Bass Drum of Death est un groupe de garage punk et de garage rock américain, originaire d'Oxford dans l'État du Mississippi. Le groupe est créé en 2008 par John Barrett.

## Biographie

### Débuts
Initialement John Barrett est le seul membre du groupe. Le premier EP du groupe Stain Stick Skin sort en 2008 sous le label Fat Possum. Le style musical est alors assez minimaliste. Seules une guitare saturée et une grosse caisse accompagnent Barrett au chant sur la chanson Stain Stick Skin. À propos d’être seul sur scène il déclare :
« Je me suis dit : « Bon, ben j’ai moyen d’aller faire des concerts tout seul comme ça. C’est plutôt fastoche et la bière sera gratos » . C’était l’occasion de faire mon truc sans devoir me reposer sur quelqu’un d’autre… Et me pinter la tronche gratuitement. » 
Un deuxième EP, High school roaches, sort en 2010. Il comporte quatre chansons.

### Premiers albums,GB CityetBass Drum of Death
GB City est le premier album du groupe. Il sort le 12 avril 2011 sous le label indépendant Fat Possum,. Le site Pitchfork attribue à l’album un note de 6,2 sur 10 et compare l’univers sonore du groupe avec d’autres artistes de la scène garage rock américaine comme Ty Segall ou encore Wavves . En 2012 le groupe joue en France à Rock en Seine dans le cadre d'une tournée européenne.

Le 16 avril 2013, le groupe sort le premier single de l'album suivant "Shattered Me". Le 25 juin 2013 le deuxième album de Bass Drum of Death sort au titre éponyme. Pour cet album, le groupe a signé avec le label indépendant Innovative Leisure, créé quatre ans plus tôt. Barrett explique que l’album était prêt et que c’est par l’intermédiaire du musicien rock Hanni El Khatib qu’ils ont pu trouver un label :
« En gros, je suis pote avec Hanni El Khatib, on traînait ensemble à Los Angeles, il m’a demandé ce que je branlais. Je lui ai dit qu’on venait de finir un album et qu’on essayait de trouver un moyen de le sortir. Il me fait : « Ah. Ben j’ai un label, moi. Ramène-toi au bureau demain ». Voilà. »

### Rip ThisetJust Business
En 2014, le groupe sort l’album Rip This avec le label Innovative Leisure. Plusieurs critiques soulignent le fait que l’album est plus « propre » au sens où le son est de meilleure qualité.
En mai 2015, John Barrett annonce sur les réseaux sociaux prendre une pause pour des « raisons personnelles ». 
Pour préparer la sortie de son nouvel album le groupe diffuse trois singles Heavy en mai 2018 pui Just Business et Too High en juin et en juillet. Le 27 juillet 2018 le groupe sort un nouvel album Just Business avec un nouveau label, Red Music.

## Méthode d’enregistrement
Les premiers enregistrements de Bass Drum of Death sont réalisés sans passer en studio. Barrett utilise un micro USB et le logiciel de mixage GarageBand. Il déclare :
« Toutes les distorsions sur mes anciens disques étaient à peu près le résultat de l'utilisation de GarageBand et d'un micro USB, vous savez ? On ne peut pas faire grand-chose avec ce matériel, en termes de qualité sonore. Dans le passé, je me disais, "si je ne peux le faire sonner bien, alors je devrais au moins le faire sonner cool." »
Cette méthode d’enregistrement continuera même quand le groupe enregistre ses deux premiers albums GB City et l’album éponyme Bass Drum of Death.

## Discographie
Album studio
- GB City (2011)
- Bass Drum of Death (2013)
- Rip This (2014)
- Just Business (2018)

EPs
- Stain Stick Skin (2008)
- High School Roaches (2010)